# Companhias livres

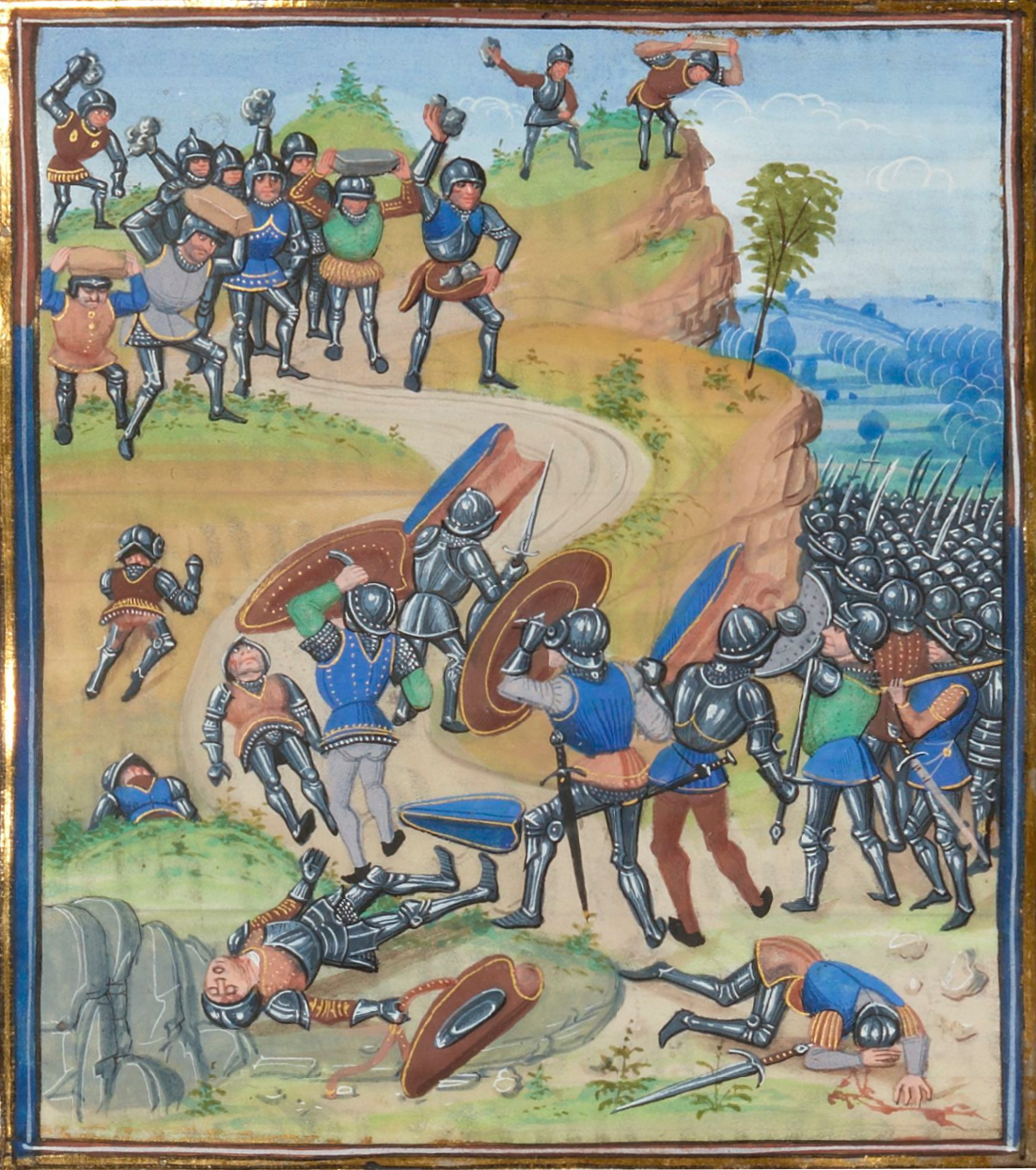
"Batalha de Brignais" (1362). O exército francês é derrotado pelas Grandes Compagnies, bandos de mercenários que devastam a França durante a Guerra dos Cem Anos.

As Companhias Livres, as Grandes Compagnies ou as Grandes Companhias eram as unidades de soldados mercenários  recrutados durante o século XII a XIV por empregadores privados. Agiam independente de qualquer governo, e por isso, eram "livres". Enquanto não empregados, as companhias sobreviviam da pilhagem. O termo "companhia livre" é mais aplicado às companhias de soldados que se formaram após o tratado de Brétigny durante a guerra dos cem anos e eram principalmente ativas na França, porém também foi aplicado a outras companhias, como a Companhia Catalã e companhias que atuavam em outros locais, como a Itália e o Sacro Império Germânico.
A contratação de soldados mercenários para lutar nas guerras europeias estava já bem estabelecida, quando os reis de França os agruparam em grandes unidades, que chegaram a ter milhares de integrantes (na sua maioria homens, mas também muitas mulheres cujo estatuto e funções variava; desde mulheres que acompanhavam os seus maridos a prostitutas).
Dada a natureza como a Guerra dos Cem Anos foi travada, com longos períodos de inactividade e paz, muitos elementos, senão mesmo a totalidade das unidades, dedicavam-se à pilhagem dos campos, camponeses, aldeias e pequenas vilas, como forma de subsistência enquanto não eram novamente contratados por uma das partes para lutar.
Algumas destas Grandes Compagnies foram comandadas por nobres, e serviram para defender os interesses do Rei de França, como no caso da Grande Compagnie comandada pelo condestável de França Bertrand du Guesclin enviada para apoiar Henrique de Trastâmara na guerra contra o seu meio-irmão Pedro, o Cruel, que disputavam a coroa do Reino de Castela.

## Algumas "Grandes Compagnies"
Tard-Venus (literalmente os chegados tarde)
Os Tard-Venus foram os mercenários desmobilizados após o Tratado de Brétigny (8 de maio de 1360). Sob as ordens de Petit Meschin e Seguin de Badefol lutaram da Borgonha ao Languedoc. Em 1362 derrotam em Brignais Jacques II de Bourbon, conde de La Marche.
Compagnie blanche  (Companhia Branca)
A Compagnie Blanche formou-se após o Tratado de Brétigny, sob as ordens de John Hawkwood.

## Lista de Companhias Livres
| Companhia                    | Fundada | Líderes                                               | Notas            |
| ---------------------------- | ------- | ----------------------------------------------------- | ---------------- |
| Companhia Catalã             | 1302    | Rogério de Flor; Bernat de Rocafort                   | Debandada; 1390  |
| Companhia de Navarra         | 1360    | Mahiot de Coquerel; Pedro de San Superano             | Debandada; 1390  |
| Grande Companhia             | 1342    | Werner von Urslingen; Fra' Moriale; Konrad Von Landau | Debandada; 1363  |
| Compagnia di San Giorgio I   | 1339    | Lodrisio Visconti                                     | Debandada; 1339  |
| Compagnia di San Giorgio II  | 1365    | Ambrogio Visconti                                     | Debandada; 1374  |
| Compagnia di San Giorgio III | 1377    | Alberico da Barbiano                                  | Apenas Italianos |
| Companhia Branca             | 1360    | Albert Sterz; John Hawkwood                           | Debandada; 1390  |
| Companhia do Chapéu          | 1362    | Niccoló da Montefeltro                                | Debandada; 1365  |
| Compagnia della Stella I     | 1364    | Anichino di Bongardo; Arlbert Sterz                   | Debandada; 1366  |
| Compagnia della Stella II    | 1379    | Astorre I Manfredi                                    | Debandada; 1379  |
| Companhia dos Bretões        | 1375    | Jean Malastroit                                       |                  |
| Companhia do Gancho          | 1380    | Villanozzo de Brumfort; Alberico da Barbiano          |                  |
| Companhia da Rosa            | 1398    | Giovanni da Buscareto                                 | Debandada; 1410  |